# Emin He
Emin He är ett vattendrag i Kina, på gränsen till Kazakstan. Det ligger i den autonoma regionen Xinjiang, i den nordvästra delen av landet, omkring 540 kilometer nordväst om regionhuvudstaden Ürümqi.
Genomsnittlig årsnederbörd är 660 millimeter. Den regnigaste månaden är juli, med i genomsnitt 146 mm nederbörd, och den torraste är april, med 25 mm nederbörd.